# Улица Фёдорова (Москва)
Улица Фёдорова — небольшая улица на севере Москвы в районе Лианозово Северо-Восточного административного округа, от улицы Водопьянова. Названа в честь Героя Советского Союза, академика Евгения Константиновича Фёдорова (1910—1981), участника первой в мире научно-исследовательской станции на Северном полюсе.
Улица Фёдорова находится в дачном посёлке имени Ларина, проходит с юго-востока на северо-запад начинается от бывшей улицы Ляпидевского (перенесённую в 1983 году) и Лианозовского лесопарка  до улицы Водопьянова.